# المواقف السياسية لبيرني ساندرز

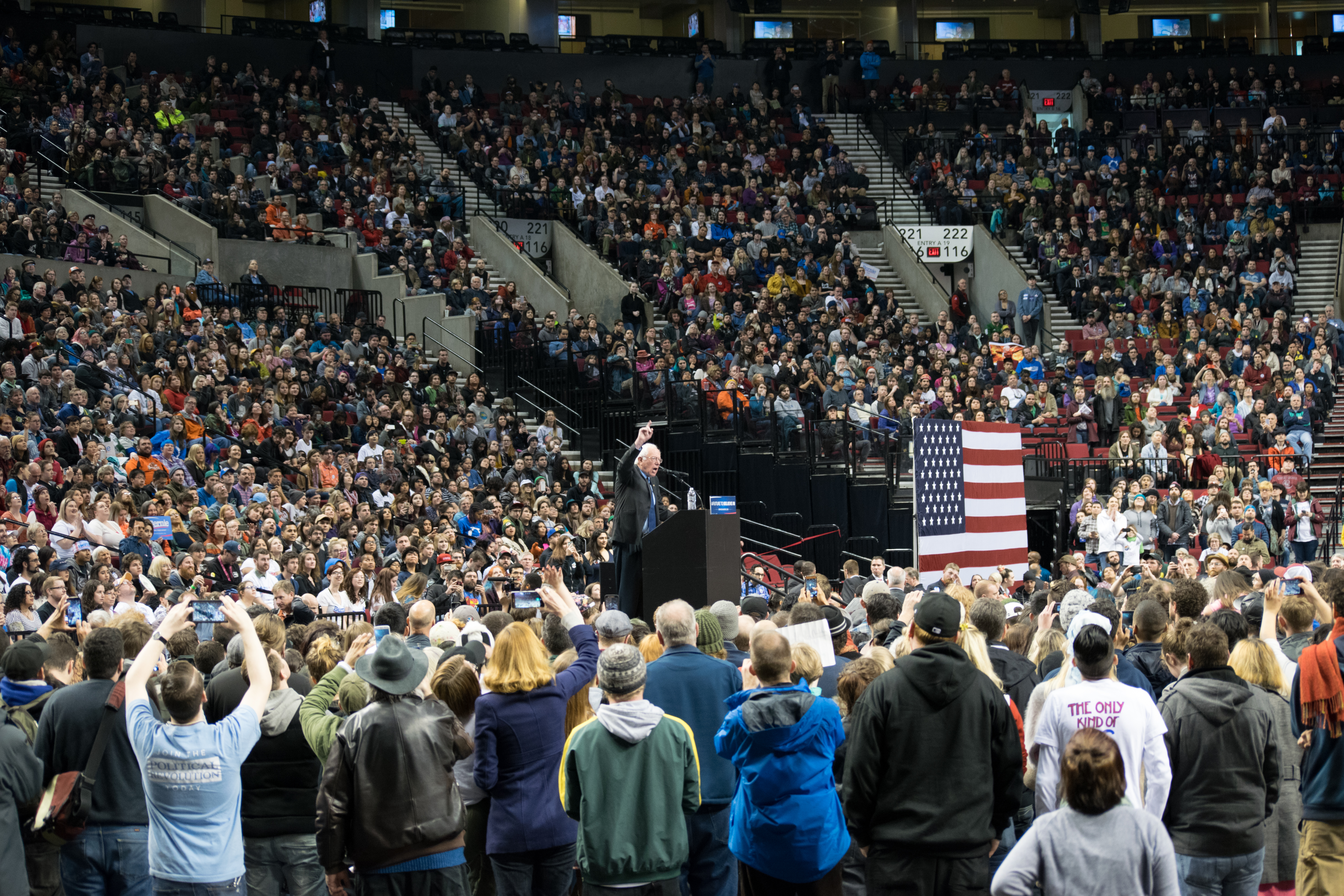
يتحدث بيرني ساندرز في اجتماع حاشد في بورتلاند بولاية أوريغون خلال الحملة الرئاسية لعام 2016.

إن المواقف السياسية لبيرني ساندرز تتجلى في سجل التصويت الخاص به في مجلس الشيوخ الأميركي، والخطب العامة، والمقابلات. بيرني ساندرز، وهو اشتراكي ديمقراطي موصوف ذاتياً، عضو مجلس الشيوخ المستقل عن فيرمونت الذي خدم في الحكومة منذ عام 1981.
في عام 2016، قام ساندرز بحملة من أجل رئاسة الولايات المتحدة في الانتخابات التمهيدية الديمقراطية. سياساته المقترحة تؤكد على عكس اتجاه التفاوت الاقتصادي. منذ الانتخابات، انتقد ساندرز رئاسة دونالد ترامب، وأعلن في فبراير 2019 أنه سيخوض مرة أخرى الانتخابات التمهيدية للحزب الديمقراطي لانتخابات عام 2020 الرئاسية.

## الفلسفة السياسية والاقتصادية
يصف ساندرز نفسه بأنه "اشتراكي ديمقراطي" ومعجب بجوانب الديمقراطية الاجتماعية كما تمارس في البلدان الاسكندنافية. في خطاب عن فلسفته السياسية في جامعة جورجتاون في نوفمبر 2015، حدد ساندرز مفهومه "للاشتراكية الديمقراطية" بمقترح فرانكلين د. روزفلت بشأن شرعة حقوق ثانية، وقال إن الاشتراكية الديمقراطية تعني خلق "اقتصاد يعمل لصالح الجميع، وليس لصالح الأغنياء فحسب"، يصلح النظام السياسي (الذي يقول ساندرز إنه "ظالم بشكل فادح" و"فاسد من نواح كثيرة")، معترفاً بأن الرعاية الصحية والتعليم حقوق، وحماية البيئة، وخلق "ديمقراطية نابضة بالحياة تقوم على مبدأ شخص واحد، صوت واحد." كما أوضح أن الاشتراكية الديمقراطية لا ترتبط بالماركسية أو بإلغاء الرأسمالية بل تصف برنامج المنافع الاجتماعية الشاملة، الذي تموله ضرائب عريضة القاعدة.

### تعليق الآخرين
وقد درس العديد من المعلقين وصف ساندرز لبرنامجه السياسي وإيديولوجيته بأنها "اشتراكية" ووجدوها عموما إلى دعم المنافع الاجتماعية الممولة من الضرائب بدلا من الملكية الاجتماعية لوسائل الإنتاج.

#### أكاديميون
ويقول صامويل جولدمان، مساعد أستاذ العلوم السياسية في جامعة جورج واشنطن، إن برنامج ساندرز ليس اشتراكيا، ومن الأفضل أن يوصف بأنه "نزعة الرعاية الاجتماعية" معيدة للأذهان الخمسينات التي تهدف إلى تنظيم الرأسمالية بدلا من استبدالها. ويلاحظ غولدمان أن ساندرز لا يدافع عن الملكية العامة لوسائل الإنتاج ولا يسعى إلى إلغاء نظام الربح، وكلاهما يعتبر من خصائص الاشتراكية.
ولقد ذكر لين كينورثي، أستاذ علم الاجتماع بجامعة كاليفورنيا في سان دييغو، أن ساندرز ديمقراطي اجتماعي وليس اشتراكياً ديمقراطياً، وأن الإيديولوجيتين يختلفان اختلافاً جوهرياً عن بعضهما البعض. ويشير كينورثي إلى أن الديمقراطية الاجتماعية لا تهدف إلى إلغاء الرأسمالية، ويزعم أن استخدام ساندرز لمصطلح "الاشتراكية" عندما يدافع في واقع الأمر عن "الديمقراطية الاجتماعية" يتسبب في قدر من الارتباك أكبر من كونه يضيف قيمة مضافة، وقد يخلف تأثيراً سلبياً بلا ضرورة على حملته الانتخابية. كما يصف مايك كونتشال، خبير السياسة الاقتصادية في معهد روزفلت، مواقف ساندرز بأنها "ديمقراطية اجتماعية" بدلاً من "اشتراكية"، مشيراً إلى أن الديمقراطية الاجتماعية تعني دعم اقتصاد مختلط يجمع بين المشاريع الخاصة والإنفاق الحكومي وبرامج التأمين الاجتماعي وسياسات الاقتصاد الكلي الكينزية والمشاركة الديمقراطية في الحكومة وأماكن العمل—كلها جزء من منهاج ساندرز.
أندريه ماركوفيت، أستاذ العلوم السياسية في جامعة ميشيغان، يعرف الاشتراكية الديمقراطية بأنها "محاولة لخلق مجتمع اشتراكي خال من الملكية"، وهو شيء لا يوجد في الدنمارك أو في أي مكان آخر في العالم، ويجادل بأن تفسير ساندرز للمصطلح غير دقيق.

### المنظمات الاشتراكية
وقد انتقد الاشتراكيون الأميركيون وممثلون عن الاشتراكيين الديمقراطيين في أمريكا وحزب العمال الاشتراكي والحزب الاشتراكي الأمريكي ساندرز، زاعمين أنه ليس اشتراكيا لأنه يهدف إلى إصلاح الرأسمالية بدلا من استبدالها بنظام اشتراكي مختلف تماما. وعلى الرغم من هذه الانتقادات، فإن الاشتراكيين الديمقراطيين في أمريكا "يؤيدون بقوة" حملته للرئاسة. زميل ساندرز السابق، بيتر دياموندستون، ادعى أن ساندرز كان اشتراكياً أثناء زمنه في حزب اتحاد الحرية ولكنه لم يعد اشتراكياً حقيقياً.
وقد اعتبر بهاسكار سونكارا، مؤسس الصحيفة الاشتراكية جاكوبين ومحررها وناشرها، ساندرز ديمقراطياً اجتماعياً وليس اشتراكياً.

#### معلقون آخرون
ففي عام 2015، ميزت مجلة ذا نيو ريببلك بين الاشتراكية و"الاشتراكية الديمقراطية"، مما يشير إلى أن ساندرز ذاته كان فضفاض مع التمييز في مصطلحاته وأن الولايات المتحدة لديها بالفعل برامج ديمقراطية اجتماعية مثل الضمان الاجتماعي والرعاية الطبية. نعوم تشومسكي، المعلق والناشط الاجتماعي، وصف ساندرز بأنه "تاجر جديد أمين" وليس اشتراكيا حقيقيا. في افتتاحية عام 2016، أشارت مجلة الإيكونوميست إلى أنه على الرغم من وصف ساندرز بأنه "اشتراكي ديمقراطي"، إلا أن ساندرز في الواقع يناسب قالب "ديمقراطي اجتماعي" لاحتضانه "الشركات الخاصة التي تزدهر وتنمو في أمريكا" ويؤمن بأن "الطبقة المتوسطة والأسر العاملة التي تنتج ثروة أمريكا تستحق معاملة منصفة". أشار معلق في مجلة فوربس إلى أن "اشتراكيته الديمقراطية" هي حقاً ديمقراطية اجتماعية، كما هو موجود في الكثير من أوروبا وخاصة في بلدان الشمال. في عام 2018، أشار ذا ويك إلى وجود اتجاه نحو الديمقراطية الاجتماعية في الولايات المتحدة وأبرزت عناصر تنفيذها في بلدان الشمال، مما يشير إلى أن شعبية ساندرز كانت عنصراً في صالح نموها المحتمل في القبول.

### قبل المنصب الانتخابي
في عام 1971 انضم ساندرز إلى حزب اتحاد الحرية، الذي تأسس في عام 1970 في معارضة لحرب فيتنام—وهو "حزب سياسي جذري موصوف ذاتيا"، وفقا لما ذكرته شبكة CNN. أثناء ارتباطه بالحزب كعضو بارز، دعا إلى تأميم الصناعات الكبرى، بما في ذلك الصناعات التحويلية والطاقة والمصارف. وفي عام 1974، دعا إلى معدل ضريبي هامشي بنسبة 100% على الدخل الذي يزيد على مليون دولار، وقال إنه "لا ينبغي لأحد أن يكسب أكثر من مليون دولار".
وفي حين دعا أثناء حملته الانتخابية لصالح مجلس الشيوخ الأميركي في عام 1971 إلى فرض سيطرة الدولة على المرافق العامة في فيرمونت على النحو الذي من شأنه أن يوجه الفائض في العائدات نحو البرامج الاجتماعية وخفض الضرائب على الملكية. وفي عام 1976، دعا إلى مصادرة الدولة دون تعويض لشركات الكهرباء الخاصة في فيرمونت من أجل خفض تكاليف خدماتها للمستهلك إلى مستوى المرافق الحكومية. بصفته رئيس الحزب في عام 1973، كتب افتتاحية معارضة لسياسة ريتشارد نيكسون في مجال الطاقة وضد أرباح صناعة النفط في وقت تتزايد فيه الأسعار ونقص النفط أثناء حظر أوبك النفطي. ودعا إلى تأميم قطاع الطاقة بأكمله. في عام 1976 دعا ساندرز إلى الملكية العامة للمرافق والمصارف والصناعات الكبرى. ودعا إلى تحويل الصناعات التحويلية إلى مشاريع يتحكم فيها العمال ووضع قيود على قدرات الشركات على التخلي عن المجتمعات المحلية التي أنشئت فيها.
وفي وقت استقالته من الحزب في أكتوبر 1977، كان رئيساً للحزب. وقد استقال ساندرز بسبب عدم نشاط الحزب بين الانتخابات. في عام 2019، ألقى متحدث باسم الحملة هذا السجل على أنه يعكس تاريخ ساندرز في القتال "إلى جانب الأشخاص العاملين" وضد "تأثير كل من الشركات القوية ذات الثراء الفاحش والشركات العملاقة التي تسعى فقط إلى تعزيز جشعها".

## الاقتصاد

### التفاوت في الدخول والثروات

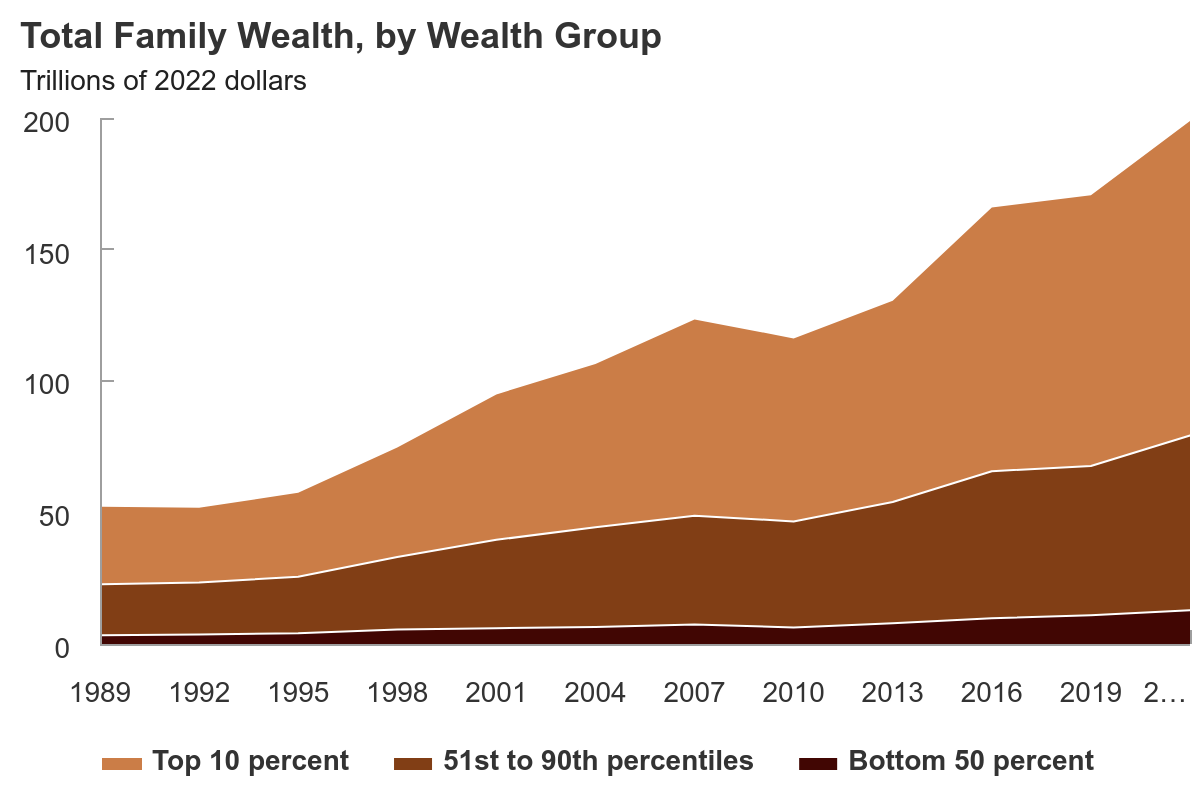
التفاوت في الثروة في الولايات المتحدة ازداد من عام 1989 إلى عام 2013.

كان حجر الزاوية في الحملة الرئاسية التي شنها ساندرز في عام 2016 هو محاربة التفاوت المتزايد في الثروات في الولايات المتحدة. في أبريل 2015، عبر ساندرز عن موقفه في مقابلة مع صحيفة الغارديان:
في يوليو 2015، قدم ساندرز تشريعات من شأنها أن تقدم زيادة الحد الأدنى للأجور الفيدرالية بشكل متزايد إلى 15 دولار في الساعة بحلول عام 2020.

### فرض الضرائب
ويؤيد ساندرز إلغاء بعض التخفيضات الضريبية التي تستفيد منها صناديق التحوط والشركات، ومن شأنها أن تزيد الضرائب على مكاسب رأس المال وعلى أكثر واحد في المئة من الأمريكيّين ثراء. وسوف يستخدم بعض العائدات الإضافية لخفض الضرائب المفروضة على الطبقات المتوسطة والطقات الدنيا. فقد اقترح أنه سوف يكون منفتحاً على معدل ضريبي هامشي أعلى بنسبة 90% (وهو المعدل الذي كان قائماً طيلة السنوات التي تلت الحرب العالمية الثانية) بالنسبة لأثرى أصحاب الدخول، فضلاً عن شريحة أعلى من الضرائب على الدخل بنسبة 52%. اقترح معدل هامشي أعلى بنسبة 65% للضريبة العقارية الفيدرالية، بزيادة عن المعدل الحالي 40%.
في عام 1974، وأثناء ترشيح نفسه لمجلس الشيوخ، قال ساندرز: "لا ينبغي لأحد أن يكسب أكثر من مليون دولار" (أكثر من 5 ملايين دولار في عام 2018).
في فبراير 2014، كان ساندرز واحداً من خمسة عشر عضواً في مجلس الشيوخ للتوقيع على رسالة موجهة إلى وزارة الخزانة ودائرة الإيرادات الداخلية تحث إدارة أوباما على تنفيذ القواعد التي "من شأنها أن تغلق الثغرة التي سمحت حتى الآن للمانحين بالتهرب من متطلبات الكشف عن قانون تمويل الحملات الانتخابية" وأن تدافع عن التغييرات المقترحة باعتبارها غير مقيدة "حق أي شخص في الكلام أو إنفاق المال للتأثير على الانتخابات".
في عام 2016، كتب ساندرز مقالاً لمجلة فيلادلفيا ذكر فيه أنه على الرغم من دعمه لمبادرات حكومة المدينة لتمويل التعليم الشامل قبل رياض الأطفال، فإنه عارض ضريبة الصودا التي أقرها المحافظ جيم كنني على أساس أنها ستؤثر بشكل غير متناسب على الفقراء.
في مارس 2017، قدم ساندرز تشريعاً ينهي قدرة الشركات على تأجيل دفع الضرائب في الولايات المتحدة على أرباحها الأجنبية إلى حين إعادة الأموال إلى الوطن. كما يتضمن مشروع القانون أحكاماً تحد من الفوائد الضريبية المترتبة على عمليات تحول الشركات وتحظر على الشركات الأميركية أن تؤكد نفسها كشركات أجنبية في حال كانت إدارتها وعملياتها تتخذ من الولايات المتحدة مقراً لها. وفي مؤتمر صحفي، ذكر ساندرز أن الولايات المتحدة لديها "قانون ضريبي مزور يضفي الشرعية في الأساس على التهرب الضريبي للشركات الكبيرة".
في 1 أكتوبر 2017، أثناء مقابلة، أشار ساندرز إلى اقتراح الرئيس ترامب الضريبي على أنه "مجرد سياسة سيئة حقا"، كما أنه لا يفهم "لماذا أي شخص يؤيد اقتراحا هو تقديم مبالغ كبيرة من الإعفاءات الضريبية إلى الناس الذين لا يحتاجون إليها." بدلاً من ذلك، يجب التركيز على تلبية احتياجات الطبقة المتوسطة والأسر العاملة في هذا البلد، بدلاً من "أعلى 1 في المائة".
في 31 يناير 2019، بعد أن قدم الجمهوريون مشروع قانون في مجلس الشيوخ لإلغاء ضريبة العقارات، قدم ساندرز توسعاً في ضريبة العقارات، يخفض مبلغ الإعفاء منه وشكل هيكلاً تصاعدياً للمعدلات. وفي تصريح، قال ساندرز أنّ مشروع القانون "يفعل ما يريده الشّعب الأمريكيّ بشكل كبير بزيادة الضريبة العقارية على أكثر الأسر ثراءً في هذا البلد والحد بشكل كبير من عدم المساواة في الثروة"، وأن الولايات المتحدة "لن تزدهر عندما يكون لدى قلة الكثير وعدد كبير لديهم القليل".
في 14 أكتوبر 2019، كشف ساندرز عن خطة اقتصادية ستزيد من معدل ضريبة الشركات من 21 في المائة إلى 35 في المائة، وتولّى الشركات التي يتم تداولها بشكل عام أو لديها على الأقل 100 مليون دولار إما من عائداتها السنوية أو إجمالي ميزانية منح العاملين 2 في المائة من أسهم الشركة حتى يمتلك الموظفون 20 بالمئة على الأقل من الشركة. وذكرت حملة ساندرز أن الخطة الاقتصادية "ستمنح العمال حصة ملكية في الشركات التي يعملون فيها، وتفكك عمليات اندماج الشركات والاحتكارات الفاسدة، وفي النهاية تجعل الشركات تدفع نصيبها العادل" وأكدت أن رئاسة ساندرز من شأنها أن تنهي جشع الشركات الذي يؤدي إلى تخريب الولايات المتحدة "نهائيا".

### إصلاح وول ستريت
في 6 مايو 2015، قدم ساندرز تشريعات تهدف إلى تفكيك المؤسسات المالية "الأكبر من أن يُسمَح لها بالإفلاس". ومع وجود ثلاثة من البنوك الأربعة التي تم إنقاذها أثناء الأزمة المالية العالمية في الفترة 2007–2008، أصبحت الآن أكبر مما كانت عليه آنذاك، فإن ساندرز يعتقد أنه "لا ينبغي أن يكون هناك مؤسسة مالية واحدة ذلك أن الحيازات الضخمة من شأنها أن تؤدي إلى دفع الاقتصاد العالمي إلى الأزمة. إذا كانت المؤسسة أكبر من أن تُفلس، فإنها أكبر من أن توجد". وكنائب من فيرمونت، عارض ساندرز قانون غرام–ليتش–بليلي، الذي وقعه الرئيس بيل كلينتون في عام 1999، والذي ألغى حكم قانون غلاس-ستيغال الذي يمنع أي مؤسسة مالية من العمل كشركة أوراق مالية وبنك تجاري. ويؤيد ساندرز التشريع الذي يرعاه عضوا مجلس الشيوخ إليزابيث وارن (د - ماساشوستس) وجون ماكين (ج - أريزونا) لإعادة قانون غلاس-ستيغال.

### البنية التحتية
في "خطته لإعادة بناء أمريكا"، الاقتراح التشريعي الذي قدمه في 27 يناير 2015، والذي شارك في رعايته مع السيناتور باربرا ميكولسكي (د - ماريلاند)، أحد كبار أعضاء لجنة الاعتمادات، وبدعم من الجمعية الأميركية للمهندسين المدنيين، واتّحاد العمل الأمريكي وكونغرس المنظمات الصناعية، ونقابات أخرى، أصر ساندرز على الدور المحوري الذي تلعبه الاستثمارات في البنية الأساسية: "على مدى سنوات عديدة، كان تمويل البنية الأساسية المادية التي يعتمد عليها اقتصادنا أقل إلى حد كبير. ولهذا السبب اقترحت قانون إعادة بناء أمريكا، لاستثمار تريليون دولار على مدى خمس سنوات لتحديث بنيتنا الأساسية … ومن الأهمية بمكان أن ندرك أن قانون إعادة بناء أمريكا سوف يدعم أكثر من ثلاثة عشر مليون وظيفة مجزية – وهي الوظائف التي يحتاج إليها اقتصادنا بشدة".
وعلى الرغم من أن هذا الاقتراح السياسي له جذور واضحة في الروزفلتية، إلا أنه يعكس أيضاً وبشكل أكثر عموماً توافق الآراء السياسي الأمريكي الثنائي الحزبية في عصر ما قبل ريجان، والذي كان أكثر محاباة لفكرة الإنفاق على البنية التحتية والتنمية القائمة على البنية التحتية.
في يونيو 2019، كان ساندرز واحد من ثمانية أعضاء في مجلس الشيوخ لرعاية قانون صُنع في أمريكا، وهو التشريع الذي سيعيّن برامج اتحادية مولت مشاريع البنية التحتية التي لا تخضع حالياً لمعايير شراء أمريكا ويصرح بإنتاج المواد المستخدمة في هذه البرامج الفيدرالية محلياً. وقال تامي بالدوين من بيل كونسور إن مشروع القانون سيقوي متطلبات شراء أميركا للحكومة الفيدرالية وأنها تأمل في أن يدعم الديمقراطيون والجمهوريون "هذا الجهد للتأكد من أن حكومتنا تشتري المنتجات الأميركية وتدعم العمال الأميركيين".

### التجارة
في عام 1993، كان ساندرز يعارض اتفاق التجارة الحرة لامريكا الشمالية. وطبقاً لرأي بوليتيفاك، فإن ساندرز "كان يدعو دوماً إلى انتهاج سياسات تجارية حمائية في مقابل التجارة الحرة". ويعارض ساندرز اتفاقية الشراكة التجارية عبر المحيط الهادئ، التي أطلق عليها وصف "استمرار اتفاقيات تجارية كارثية أخرى، مثل اتفاقية التجارة الحرة لأميركا الشمالية، واتفاقية التجارة الحرة لأميركا الوسطى، والعلاقات التجارية العادية الدائمة مع الصين. كما أنه يعتقد أن اتفاقيات التجارة الحرة قد تسببت في خسارة الوظائف الأمريكية وأدت إلى انخفاض الأجور الأمريكية. فقد قال ساندرز إن أميركا تحتاج إلى إعادة بناء قاعدتها التصنيعية بالاستعانة بالمصانع الأميركية ودعم الوظائف المجزية للعمالة الأميركية بدلاً من الاستعانة بمصادر خارجية في الصين وغيرها من البلدان.
ووفقاً لساندرز فإن الشراكة عبر المحيط الهادئ تقوض سيادة الولايات المتحدة: فالشراكة عبر المحيط الهادئ تمنح الشركات المتعددة الجنسيات سلطة مقاضاة حكومة وطنية في محاكم الأمم المتحدة والبنك الدولي بسبب الأرباح المفقودة (بما في ذلك تلك التي لم تُجنى بعد) بسبب القيود التنظيمية المفروضة على العمل والصحة والبيئة. ويمكن للمحاكم أن تطلب من دافع الضرائب في الولايات المتحدة دفع تعويض.
وقد عارض ساندرز اتفاق بنما للتجارة الحرة، الذي سمح، وفقا لساندرز، بالانتهاكات الموثقة في أوراق بنما وأسوأ من ذلك.
وفي مايو 2011، كان ساندرز واحد من سبعة عشر عضواً في مجلس الشيوخ للتوقيع على رسالة إلى رئيس لجنة تداول عقود السلع الآجلة جاري جينسلر يطلب فيها فرض إجراءات صارمة على تجارة المضاربة في وال ستريت في عقود النفط، وإذ تؤكد أنها دخلت "فترة طوارئ اقتصادية بالنسبة للعديد من الأسر الأمريكية"، فإنها تلاحظ أن متوسط سعر التجزئة للجازولين العادي هو 3.95 دولار على الصعيد الوطني. وطلب أعضاء مجلس الشيوخ أن تعتمد لجنة تداول عقود السلع الآجلة حدوداً للمضاربة في الأسواق التي يتم فيها تداول عقود تسليم النفط في المستقبل.
في سبتمبر 2016، كان ساندرز أحد اثني عشر عضواً في مجلس الشيوخ للتوقيع على رسالة إلى الرئيس أوباما يؤكد فيها أن إقرار الشراكة عبر المحيط الهادئ "بشكلها الحالي سيديم سياسة تجارية تفيد الشركات على حساب العمال الأميركيين" وأن هناك "تآكل في الصناعة الأمريكية ووظائف الطبقة الوسطى، وتعجل سباق الشركات إلى القاع" إذا كانت الأحكام لم يتم إصلاحها.
في 30 نوفمبر 2018، أعلن ساندرز معارضته لاتفاقية الولايات المتحدة الأمريكية - المكسيك - كندا، قائلا "يجب أن توقف اتفاقية التجارة الحرة لأمريكا الشمالية التي أعيد التفاوض عليها لنقل وظائف الولايات المتحدة إلى الخارج، وأن تنهي السباق المدمر إلى القاع، وتحمى البيئة، وخفض الثمن الباهظ لعقاقير الوصفات الطبية" وأن الشركات ستستمر في شحن "وظائف الولايات المتحدة إلى المكسيك حيث يتقاضى العمال ما لا يزيد عن دولارين في الساعة" حتى يتم تنقيح نص الاتفاق ليتضمن "آليات إنفاذ قوية".

### الوظائف
قال سانديرز أنه ملتزم بخلق نموّ الوظائف من خلال تطوير البنية التّحتيّة والتصنيع، قائلا أن أمريكا كانت تقود العالم فيما مضى في بناء وصيانة شبكة قوميّة للجسور والطرق الآمنة والموثوقة. واليوم، تم تصنيف ما يقرب من ربع الجسور البالغ تعدادها 600،000 جسر في البلد على أنها قاصرة هيكليا أو بالية وظيفيا … إن ما يقرب من ثلث الطرق الرئيسية في أميركا تعاني من حالة هزيلة أو متوسطة." وقد أدخل ساندرز تعديلات على مشاريع قوانين مجلس الشيوخ (تعديل مجلس الشيوخ 323) لتشجيع خلق الملايين من وظائف الطبقة المتوسطة من خلال الاستثمار في البنية الأساسية، والتي يتم دفعها من خلال إغلاق الثغرات في نظام الضرائب على مستوى الشركات وعلى المستوى الدولي. وهو يؤيد أيضاً التشريعات التي من شأنها أن تجعل من السهل على العمال الانضمام إلى النقابات العمالية أو تشكيلها. كما ركز موقع حملة ساندرز على اهتمامات كل من العاطلين عن العمل لفترات طويلة والعاملين عمالة ناقصة، مشيراً إلى أن "معدل البطالة الحقيقي أعلى بكثير من الرقم "الرسمي" الذي يتم الإبلاغ عنه عادة في الصحف. عندما تقوم بتضمين العمال الذين قد يئسوا من البحث عن وظائف، أو أولئك الذين يعملون بدوام جزئي عندما يريدون العمل بدوام كامل، يكون الرقم الحقيقي أعلى كثيراً مما قد توحي به الأرقام الرسمية".
ولقد قال ساندرز إن هناك دوراً بالغ الأهمية بالنسبة للمشاريع الحرة والنمو الاقتصادي، وخاصة بالنسبة للشركات الصغيرة ورجال الأعمال، ولكن المشهد التنافسي في الولايات المتحدة أصبح غير عادل، حيث يُفضل الشركات الضخمة. كما قال إن النمو الاقتصادي يجب أن يخدم الناس وأن النمو من أجل إثراء أعلى 1% لا يخدم مصالح البلاد. فقد قال إنه سوف يقبل بخفض النمو الاقتصادي من أجل زيادة العدالة والحد من التفاوت الاقتصادي.

### ملكية الموظف
يدعم ساندرز إنشاء تعاونيات مملوكة للعمال، وقدم تشريعاً في يونيو 2014 من شأنه أن يساعد العمال الذين يريدون "تشكيل مشاريعهم الخاصة أو إنشاء تعاونيات مملوكة للعمال". وفي وقت مبكر يرجع إلى 1976، اقترح ساندرز ديمقراطية مكان العمل، قائلاً: "أعتقد أنه في الأمد البعيد، ينبغي أن تكون الصناعات الرئيسية في هذه الدولة وهذه الأمة هي التي يملكها القطاع العام ويسيطر عليها العمال أنفسهم".
وفي عام 1987، حدد ساندرز الديمقراطية بأنها ملكية عامة وإدارة ذاتية للعمال في مكان العمل، وذكر أن "الديمقراطية تعني الملكية العامة لوسائل الإنتاج الرئيسية، ويعني ذلك اللامركزية، ويعني إشراك الناس في عملهم. وبدلا من أن يكون هناك رؤساء وعمال، فإن ذلك يعني أن تكون هناك سيطرة ديمقراطية على المصانع والمتاجر بقدر ما تستطيع".

### الملاذات الضريبية الخارجية
بعد أن لاحظ ساندرز أن الشركات الأميركية تحتفظ مجتمعة بأكثر من تريليون دولار من الأرباح في بلدان الملاذ الضريبي البحري، فقد تبنى تشريعاً من شأنه أن يفرض إجراءات صارمة على الملاذات الضريبية الخارجية من خلال إلزام الشركات بدفع أعلى نسبة ضريبية للشركات الأميركية على الأرباح التي تحتفظ بها في الخارج. وعلى موقعه على شبكة الإنترنت، يقدم ساندرز أمثلة لشركات أميركية كبيرة لم تدفع ضرائب فيدرالية بل وحتى تلقت رد الضرائب، حيث يتلقى العديد منها مبالغ ضخمة من المساعدات المالية أثناء الأزمة المالية الأخيرة وما زالت تتلقى المليارات من إعانات الدعم. ويرى ساندرز أن هذا غير عادل وأنه يضر باقتصاد الأمة، معتقداً أن الأموال المستخدمة لاسترداد الأموال والإعانات يجب أن تستثمر بدلا من ذلك في الأعمال التجارية الصغيرة الأمريكية والشعب العامل.

### الاحتياطي الفيدرالي
يؤيد ساندرز مراجعة حسابات الاحتياطي الاتحادي، مما سيحد من استقلال الاحتياطي الاتحادي في مداولات السياسة النقدية؛ ويقول مسئولو مجلس الاحتياطي الفدرالي أن قانون "مراجعة حسابات مجلس الاحتياط الفدراليّ" سيعرِّض مجلس الاحتياطي الفدرالي لضغوط سياسيّة لا داعي لها من قبل المشرّعين الذين يكرهون قراراته. وقال الخبير الاقتصادي بول كروجمان الحائز على جائزة نوبل إن "مثل هذا القانون من شأنه أن يمكن بشكل أساسي المعاتيه — فالأنواع المحبة للذهب والمتفرط في التضخم هي الأنواع القادمة التي تهيمن على هيئة الأوراق المالية العالمية الحديثة، وأمضت السنوات الخمس أو الست الماضية في محاولة لترهيب صناع السياسات النقدية في التوقف عن جهودهم الرامية إلى منع الكوارث الاقتصادية والتآخي عنها".
في مقالة رأي في ديسمبر 2015، دعى ساندرز إلى إنشاء مناصب في مجالس الإدارة في مجلس الاحتياطي الفيدرالي "لممثلي جميع مناحي الحياة، بما في ذلك العمال والمستهلكين ومالكي المنازل وسكان المدن والمزارعين والشركات الصغيرة".

### تخفيف عبء الديون
في يونيو 2016، وبعد أن أعلن زعيم الأغلبية في مجلس الشيوخ ميتش ماكونيل عن اتفاق بشأن مشروع قانون لتخفيف الديون في بورتوريكو، قال ساندرز إن مشروع القانون "تشريع رهيب، يضع سابقة مروعة ولا يجب إقراره"، وأعلن معارضته للولايات المتحدة لمعاملة بورتوريكو "كمستعمرة".

### الحد الأدنى للأجور
في مايو 2017، قدم ساندرز وثلاثون من أعضاء مجلس الشيوخ الديمقراطيين مشروع قانون يزيد الحد الأدنى للأجور الفيدرالية من 7،25 دولار إلى 15 دولار بحلول عام 2024، مع ربط الزيادات المستقبلية بنمو متوسط الأجور الوطني وخفض الاستثناء الحالي تدريجياً إلى الحد الأدنى للأجور فيما يتعلق بالعمال الذين منحوا بقشيشاً. وقال ساندرز: "قبل بضع سنوات فقط، قيل لنا إن رفع الحد الأدنى للأجور إلى 15 دولارا في الساعة كان "جذريا". وعملنا في أغنى بلد في تاريخ العالم هو التأكد من أن لكل عامل مستوى معيشي متواضع ولائق على الأقل".
في يناير 2019، رعى ساندرز نسخة مجلس الشيوخ من مشروع قانون لزيادة الحد الأدنى للأجور الفيدرالية إلى 15 دولار في الساعة بحلول عام 2024، قائلا: "نحن نعيش اليوم في اقتصاد أميركي يعمل بشكل جيد جدا للناس على القمة. ليس جيدا جدا للاسر العاملة".

### العمل
في مايو 2018، كان ساندرز أحد اثني عشر نائباً في مجلس الشيوخ لتوقيع رسالة إلى رئيس هيئة علاقات العمل الفيدرالية كولين كيكو يحث فيها هيئة علاقات العمل الفيدرالية على إنهاء الجهود الرامية إلى إغلاق مكتبها الإقليمي في بوسطن إلى أن يناقش الكونجرس المسألة، وبالإضافة إلى أن قيام الهيئة الاتحادية لعلاقات العمل بإغلاق مكاتبها الإقليمية السبعة من شأنه أن يجعل الموظفين في وضع أبعد عن الموظفين الاتحاديين الذين يحمون حقوقهم.
كان ساندرز بمثابة راعياً مشارك شارك في قانون الاختيار الحر للموظف.
في يوليو 2019، وقّع ساندرز رسالة إلى وزير العمل الأمريكي ألكسندر أكوستا دعا فيها إلى إدارة السلامة والصحة المهنية الأمريكية لبدء تحقيق كامل في شكوى تقدمت بها مجموعة من موظفي منطقة شيكاغو في مكدونالدز في 20 مايو، التي تفصَّل حوادث العنف في مكان العمل التي تضمنت تفاعلات مع العملاء مثل العملاء الذين يلقون القهوة الساخنة ويهددون الموظفين بالأسلحة النارية والمزيد. وقال أعضاء مجلس الشيوخ إن ماكدونالدز يمكنها، بل وتحتاج، أن "تفعل المزيد لحماية موظفيها، لكن أصحاب العمل لن يأخذوا على محمل الجد التزاماتهم بتوفير مكان عمل آمن إذا لم تقم إدارة السلامة والصحة المهنية بإنفاذ حقوق العمال في مكان عمل خالٍ من المخاطر".

### مكافحة الاحتكار والمنافسة وتنظيم الشركات
في يوليو من عام 2018، واستجابة لعرض كومكاست الذي تبلغ قيمته 65 مليار دولار لشراء قسم كبير من شبكة فوكس في القرن الحادي والعشرين، كان ساندرز واحد من بين أربعة من أعضاء مجلس الشيوخ الذين سيوقعون على رسالة موجهة إلى رئيس قسم مكافحة الاحتكار في وزارة العدل ماكان ديلراهيم يطلب فيها مراجعة ما إذا كان كومكاست قد يتمكن من استخدام عروض فوكس الترفيهية لقمع منافسيه، وإذ تلاحظ أن الاندماج سيوفر حصة أغلبية في خدمة البث المباشر "Hulu"، وإذ تشير إلى "الحاجة إلى حماية المستهلكين من الآثار الضارة المترتبة على الاندماج المقترح، يتضح في التسويات العديدة التي أقيمت مع كومكاست فيما يتعلق بالممارسات السابقة المانعة للمنافسة، مثل استخدام قوائم القنوات لتحديد أولوية محتواها على حساب المنافسين الخارجيين والفوترة المفرطة على العملاء."
في فبراير 2019، كان ساندرز واحدة من ثمانية أعضاء في مجلس الشيوخ للتوقيع على رسالة إلى لجنة الاتصالات الفيدرالية ووزارة العدل تدعو الجهات التنظيمية إلى التخلي عن الاندماج المقترح بقيمة 26 مليار دولار بين تي موبايل وسبرينت، كتابة أن المنفذين الأمريكيين فهموا طوال السنوات الثلاثين الماضية أن تعزيز المنافسة القويّة في أسواق الاتّصالات السّلكيّة واللّاسلكيّة هو أفضل طريقة لتزويد كلّ أمريكيّ بإمكانية الوصول إلى الاتصالات عالية الجودة المتطورة بسعر معقول، وسيسفر هذا الدمج عن عودة "الاميركيين إلى الأيام المظلمة من الاسواق الموحدة بشدة وتقليل المنافسة مع كل ما ينجم عن ذلك من اضرار".
في مايو 2019، قدم ساندرز والنائبة باربرا لي قانون الازدهار الشامل، الذي فرض ضريبة "جزء من نسبة مئوية" على تداول الأسهم والسندات والمشتقات والتي تقدر بنحو 2.4 تريليون من مستثمري وال ستريت على مدى 10 سنوات. ذكر ساندرز تأثيرات قانون التخفيضات الضريبية والوظائف لعام 2017 على الأميركيين من مختلف الطبقات وأكد أنه "مضى وقت طويل قبل أن يتمكن الكونجرس من كبح جماح تهور أصحاب المليارات في وال ستريت وبناء اقتصاد يعمل لصالح كل الأميركيين".
في يونيو 2019، كان ساندرز واحداً من واحد وعشرين عضواً في مجلس الشيوخ للتوقيع على رسالة يقودها بوب مينينديز وشيرود براون إلى مكتب حماية المستهلك المالية في استجابة لاقتراح تحديث قانون ممارسات جمع الديون العادلة والذي من شأنه أن يخول جامعي الديون بإرسال نصوص ورسائل بريد إلكتروني غير محدودة إلى المستهلكين مع الاتصال بهم حتّى سبع مرات في اليوم. وكتب أعضاء مجلس الشيوخ أن التحديث المقترح "يسمح للجامعين بإرباك المستهلكين بالاتصالات التطفلية" وأن مكتب حماية المستهلك المالية كان "يضع عبء تكلفة هذه الرسائل النصية على المستهلك" بسبب عدم فرض رسوم على جامعي الديون لاستخدام الرسائل النصية المجانية للمستخدم النهائي.
في يونيو 2019، مع كوري بوكر وإليزابيث وارن، أرسل ساندرز رسالة إلى لجنة الاتصالات الفيدرالية ووزارة العدل يطلب فيها إجراء تحقيق في حيازة 21 شبكة رياضية إقليمية من قبل مجموعة سينكلير للإذاعة حيث وجد أعضاء مجلس الشيوخ أن سينكلير لديها "مصلحة واضحة في، والالتزام، بتوجيه رسائل سياسية حزبية إلى المشاهدين، مما يجعل محاولات التوسع الأخيرة المناهضة للمنافسة تستهدف ملايين الأسر الإضافية أكثر فأكثر."

### ضوابط الأسعار
في أبريل 2013، كان ساندرز واحداً من تسعة عشر عضواً في مجلس الشيوخ للتوقيع على مذكرة يقودها كارل ليفين يطلب فيها من محكمة الاستئناف بدائرة الولايات المتحدة لمقاطعة كولومبيا إلغاء حكم محكمة مقاطعة فدرالية لعام 2012 يبطل فعلياً اللوائح الفيدرالية المقترحة التي تضع حدوداً للمضاربة على 28 سلعة أساسية، وقد أدى جدل المضاربة المتفشية على السلع المذكورة أعلاه إلى ارتفاع أسعار المستهلكين والشركات على حد سواء.

### المبيت
في أبريل 2019، كان ساندرز واحداً من 41 عضواً في مجلس الشيوخ للتوقيع على رسالة من الحزبين إلى اللجنة الفرعية للإسكان تشيد ببرنامج بناء قدرات القسم الرابع من وزارة الإسكان والتنمية الحضرية بالولايات المتحدة على أنه يخول "الإسكان والتنمية الحضرية لإقامة شراكة مع منظمات التنمية المجتمعية الوطنية غير الساعية للربح لتوفير التعليم، التدريب، الدعم المالي لشركات التنمية المجتمعية المحلية في جميع أنحاء البلاد" وأعرب عن خيبة أمله من أن ميزانية الرئيس ترامب "وضعت هذا البرنامج للقضاء عليه بعد عقود من التنمية الاقتصادية والمجتمعية الناجحة." وكتب أعضاء مجلس الشيوخ أنهم يأملون في أن تدعم اللجنة الفرعية التمويل المستمر للقسم 4 في السنة المالية 2020.

### إغلاق الحكومة
في مارس 2019، وقع ساندرز وثمانية وثلاثون عضو آخر في مجلس الشيوخ رسالة إلى لجنة الاعتمادات مفادها أنه لا ينبغي معاقبة عمال المقاولات وأسرهم "بسبب إغلاق الحكومة الذي لم يفعلوا أي شيء للتسبب به"، في حين لاحظوا أن هناك مشاريع قوانين في مجلسي الكونغرس لو تم سنها لقدمت تعويض للموظفين المتعاقدين عن فقدان الأجور قبل حث لجنة الاعتمادات على "إدراج الأجر السابق لموظفي المقاول في فاتورة الاعتمادات التكميلية للسنة المالية 2019 أو كجزء من عملية الاعتمادات العادية للسنة المالية 2020".

## البيئة

### الاحترار العالمي
إن ساندرز تنظر إلى الانحباس الحراري العالمي باعتباره مشكلة خطيرة. وإلى جانب السناتور باربرا بوكسر، قدم ساندرز قانون خفض التلوث الناجم عن الانحباس الحراري العالمي لعام 2007 في الخامس عشر من يناير 2007. في خطاب ألقاه ساندرز في السادس والعشرين من يوليو 2012 على أرضية مجلس الشيوخ، تحدث عن مزاعم قدمها السيناتور جيم إنهوف: "والخلاصة هنا هي أن السناتور إنهوف يقول إن الانحباس الحراري العالمي خدعة، فإنه على خطأ تماماً، وفقاً للأغلبية العظمى من علماء المناخ." وكان هو عضو مجلس الشيوخ المتصدر لتصويت صقور المناخ في المؤتمر الـ 113.
وانطلاقاً من اقتناعنا بأننا "نحتاج إلى تحويل نظام الطاقة لدينا بعيداً عن الوقود الأحفوري"، صوت ساندرز ضد مشروع قانون خط أنابيب كيستون، قائلاً: "ما لم نعمل معاً، إن الكوكب الذي سنتركه لأطفالنا وأحفادنا سيكون أقل قابلية للسكن من الكوكب الذي نعيش فيه الآن … أعتقد أنه من الجيد أن يستمع الرئيس والكونجرس والشعب الأمريكي إلى الكم الهائل من العلماء الذين يقولون لنا بصوت عال وواضح أن تغير المناخ هو أحد الأزمات الكوكبية الكبرى التي نواجهها".
كما يقف ساندرز مع القبيلة الوطنية في مقابل بناء خط أنابيب داكوتا أكسس، قائلاً:
ومثل خط أنابيب كي ستون إكس إل، الذي عارضته منذ اليوم الأول، فإن خط أنابيب النفط الذي يربط داكوتا سوف ينقل بعض من أقذر وقود على كوكب الأرض. بغض النظر عن قرار المحكمة، يجب إيقاف خط أنابيب داكوتا أكسس. إن مهمتنا كأمة تتلخص في كسر إدماننا على الوقود الأحفوري، وليس زيادة اعتمادنا على النفط. وأنا أضم صوتي إلى قبيلة روك سو الدائمة والعديد من الأمم القَبَلية التي تحارب هذا الخط الخطير.
في أبريل 2015، كان ساندرز واحداً من خمسة أعضاء في مجلس الشيوخ للتوقيع على رسالة إلى الحكام الأمريكيين مفادها أن وجهات نظر زعيم الأغلبية في مجلس الشيوخ ميتش ماكونيل بشأن تغير المناخ لم تكن متوافقة مع وجهات نظر سكان كنتاكي وحثهم على الامتثال لخطة الطاقة النظيفة التي أقرتها إدارة أوباما.
في أبريل 2017، كتب ساندرز، بالتعاون مع أستاذ جامعة ستانفورد مارك ز. جاكوبسون، مقالة رأي في صحيفة الغارديان حول حاجة الولايات المتحدة إلى "تحويل نظام الطاقة لدينا بقوة بعيدًا عن الوقود الأحفوري ونحو حلول نظيفة ومتجددة للطاقة"، وإذ يذكر بأن تغير المناخ قد تسبب بالفعل في "أحداث جوية قاسية مثل فترات الجفاف الطويلة، ودرجات الحرارة المرتفعة إلى مستويات قياسية، وارتفاع مستويات البحر بسبب ذوبان الجليد البحري في القطب الشمالي." كما حذر ساندرز وجاكوبسون من أن "الأشخاص الأقل علاقة بالتسبب في المشكلة سيتأثرون بالأكثر، بما في ذلك الأسر ذات الدخل المنخفض والمجتمعات ذات اللون في جميع أنحاء أمريكا".
في فبراير 2019، رداً على تقارير وكالة حماية البيئة (EPA) التي تعتزم اتخاذ قرار ضد تحديد حدود مياه الشرب لحمض السلفونات المشبعة بالفلور أوكتين وحمض أوكتانويك البيرفلوري كجزء من استراتيجية وطنية قادمة لإدارة الفئة المذكورة أعلاه من المواد الكيميائية، كان ساندرز واحدة من عشرين عضواً في مجلس الشيوخ للتوقيع على رسالة موجهة إلى مدير وكالة حماية البيئة بالنيابة أندرو ر. ويلر يدعو الوكالة إلى "وضع معايير اتحادية قابلة للتنفيذ بشأن مياه الشرب لحمض البيروفلوروكتانويك وحمض البيروفلوروكوتانيسولفونيك، فضلا عن اتخاذ إجراءات فورية لحماية الجمهور من التلوث من مركبات سلفونات البيرفلوروكتان الإضافية".
في يونيو 2019، كان ساندرز واحداً من أربعة وأربعين عضواً في مجلس الشيوخ لتقديم القانون الدولي للمساءلة بشأن المناخ، تشريع يمنع الرئيس ترامب من استخدام الأموال في محاولة للانسحاب من اتفاق باريس وتوجيه إدارة الرئيس إلى وضع خطة استراتيجية للولايات المتحدة تسمح لها بالوفاء بالتزامها بموجب اتفاق باريس.
في 22 أغسطس 2019، كشف ساندرز عن خطة تغير المناخ التي دعت إلى تحويل نظام الطاقة في الولايات المتحدة من شأنها أن تسمح له بالانتقال إلى الاعتماد بشكل كامل على الطاقة المتجددة لكل من الكهرباء والنقل بحلول عام 2030 وإزالة الكربون بالكامل بحلول عام 2050. وستستثمر الخطة أيضا 40 مليار دولار في صندوق للكفاءة في مجال العدالة المناخية يهدف إلى مساعدة "المجموعات التي تعاني من نقص الموارد، والمجتمعات الملونة، والامريكيين الأصليين، والمعوقين والأطفال وكبار السن للتعافي من آثار تغير المناخ والإستعداد لها." والتزم ساندرز بإعلان تغير المناخ حالة طوارئ وطنية وإعادة الانضمام إلى اتفاق باريس إذا انتخب رئيسا، مستشهداً بأزمة المناخ بأنها "ليست التحدي الأكبر الوحيد الذي يواجه بلدنا فحسب؛ وهي أيضا فرصتنا الكبرى الوحيدة لبناء مستقبل أكثر عدلا وإنصافا، ولكن علينا أن نعمل فورا".
خلال شهر سبتمبر 2019 في قاعة سي إن إن تاون حول تغير المناخ والتي شارك فيها ساندرز، كان هناك تبادل مع أحد الحضور الذي قال إن "النمو السكاني البشري قد تضاعف خلال الخمسين سنة الماضية. ولا يستطيع كوكب الأرض أن يحافظ على هذا النمو. أنا أدرك أن هذا موضوع سام بالنسبة للساسة، لكن من المهم أن نواجهه. ويبدو أن تمكين المرأة وتثقيف الجميع بشأن الحاجة إلى كبح النمو السكاني يشكل حملة معقولة لسن تشريعات. هل ستتحلون بالشجاعة الكافية لمناقشة هذه المسألة وجعلها سمة أساسية لخطة لمعالجة كارثة المناخ؟" ورد ساندرز قائلا:
الإجابة هي نعم. والإجابة على هذا التساؤل تتعلق بكل شيء بحقيقة مفادها أن النساء في الولايات المتحدة الأميركية، بالمناسبة، لديهن الحق في السيطرة على أجسادهن واتخاذ القرارات المتعلقة بالتكاثر. كما أن اتفاق مكسيكو سيتي، الذي يحرم المساعدات الأميركية للمنظمات في مختلف أنحاء العالم التي تسمح للنساء بالإجهاض أو حتى المشاركة في عملية تحديد النسل، أمر سخيف إلى حد كبير. لذا أعتقد خاصة في البلدان الفقيرة حول العالم حيث لا تريد النساء بالضرورة أن يكون لديهن أعداد كبيرة من الأطفال وحيث يمكن أن تتاح لهن الفرصة من خلال تحديد النسل للسيطرة على عدد الأطفال الذين لديهن، هو شيء أؤيده بقوة شديدة.

### الطاقة النووية
في أعقاب الحوادث النووية التي وقعت في اليابان في عام 2011، دعى ساندرز إلى وقف إصدار التراخيص الجديدة بإنشاء محطات نووية وإعادة ترخيص المحطات القائمة، في محاولة لإبطاء ما وصف بأنه نهضة نووية في الولايات المتحدة. كتب ساندرز إلى الرّئيس أوباما طالبا منه تعيين لجنة خاصّة لاستعراض أمان المنشآت النّوويّة الأمريكيّة. كما يريد ساندرز إلغاء قانون برايس-أندرسون، الذي يترك دافعي الضرائب يدفعون أغلب تكاليف وقوع حادث نووي كبير. وقال انه "في نظام المؤسسات الحرة يجب مطالبة الصناعة النووية بتأمين نفسها ضد الحوادث".
وقد أعلن ساندرز معارضته الدعم المالي الحكومي للصناعة النووية التي يسميها "الرفاه النووي". وبالاضافة إلى ذلك، يعرب عن قلقه إزاء التحديات السوقية والمالية للنفايات النووية. وقد تحدث لصالح بدائل مستدامة، وذكر أن فيرمونت ولاية تقود مثل هذه المساعي، وقال فيما يتعلق بمعارضة تمديد لجنة التنظيم النووي لعام 2011 (بعد أسبوع واحد فقط من الحوادث اليابانية) لترخيص تشغيل محطة فيرمونت يانكي للطاقة النووية، "في ولايتي هناك شعور قوي أننا نريد المضي قدما في كفاءة الطاقة والطاقة المستدامة. وأعتقد أن لدينا هذا الحق. وأنا أعتقد أن كل ولاية أخرى في البلاد تتمتع بهذا الحق. واذا كنا نريد الانتقال إلى طاقة مستدامة وعدم الحفاظ على محطة طاقة نووية تعاني من مشكلة الشيخوخة، اعتقد انه يجب السماح لنا بذلك".
في يوليو 2019، كانت ساندرز بمثابة راعيا مشارك أصيل لقانون التنمية الاقتصادية في المناطق النووية الأميركية، والذي كان معقولاً في الوقت المناسب، مشروع قانون ثنائي الحزبية تقدمت به سوزان كولينز وتامي دوكوورث، والذي من شأنه أن يعطي منح الأثر الاقتصادي لكيانات الحكومات المحلية بغرض التعويض عن الآثار الاقتصادية للنفايات النووية العالقة، بالإضافة إلى تشكيل فرقة عمل تحدد التمويل الموجود بالفعل الذي يمكن استخدامه لفائدة مجتمعها المحلي وتشكيل مسابقة تنافسية مبتكرة لتقديم الجوائز لمساعدة تلك المجتمعات في البحث عن بدائل "للمنشآت النووية، ومواقع التوليد، ومواقع النفايات".

### خطوط الأنابيب
في اجتماع حاشد في سبتمبر 2016 بالقرب من البيت الأبيض، دعا ساندرز الرئيس أوباما إلى ضمان أن يحصل خط أنابيب داكوتا أكسس على تحليل كامل للأثر البيئي والثقافي، وأعرب عن موقفه من أن خط الأنابيب لن يستمر في حالة إجراء مثل هذا التحليل، واستشهادا بالنتائج التي توصلت إليها المنظمة الدولية لتغيير النفط بأن خط أنابيب داكوتا أكسس سيكون له نفس التأثير على الكوكب الذي ستخلفه إضافة 21 مليون سيارة أخرى على الطريق مع بناء 30 محطة أخرى للفحم.
في أكتوبر 2016، قاد ساندرز أربعة من أعضاء مجلس الشيوخ في رسالة إلى الرئيس أوباما يطلب فيها من الإدارة وقف العمل في خط أنابيب داكوتا أكسس إلى أن تصبح عملية السماح لسلاح الجيش "شفافة وتتضمن الإشعار والمشاركة العامة والتشاور القبلي الرسمي والمتمثل في المعنى، والمراجعة البيئية الملائمة" و"دعمها للقبائل على طول خط الانابيب في معركتها ضد مشروع خط انابيب داكوتا أكسس."
في ديسمبر 2016، بعد حجز سلاح المهندسين التابع لجيش الولايات المتحدة على خط الأنابيب، فقد أصدر ساندرز تصريحًا يمتدح فيه الرّئيس أوباما للاستماع للأمريكيّين الأصليّين بالإضافة إلى الآخرين المعارضين لبناء خطّ الأنابيب وقال أنّ الولايات المتّحدة لا ينبغي أن تعرض إمدادات المياه لملايين الأشخاص للخطر ولا أن تصبح أكثر اعتماداً على الوقود الحفري وتسريع أزمة المناخ الكوكبية وقال انه "يدعو لتحويل نظام الطاقة الاميركي الذي سيشهد خروجا عن استخدام الوقود الاحفوري".
بعد انسكاب في خط أنابيب كي ستون في أكتوبر 2019، قال ساندرز أنه سيغلق خط أنابيب كيستون الموجود إذا تم انتخابه.

## الشفافية والفساد

### تمويل الحملات الانتخابية
إن ساندرز يدعم قانون الديمقراطية تتعزز من خلال إلقاء الضوء على الإنفاق في الانتخابات، وهو ما من شأنه أن يجعل تمويل الحملات أكثر شفافية وحظر الشركات الأمريكية التي تسيطر عليها المصالح الأجنبية من إجراء نفقات سياسية. ولقد كان صريحاً حين دعا إلى إسقاط قضية المواطنين المتحدين ضد لجنة الانتخابات الفيدرالية، حيث ألغت المحكمة العليا القيود التي فرضها ماكين–فينجولد على الإنفاق السياسي من جانب الشركات والنقابات باعتباره انتهاكاً للتعديل الأول. وقال إنه يعتقد أن قرار المواطنين المتحدين هو "أحد أسوأ قرارات المحكمة العليا على الإطلاق" وأنه سمح بأموال كبيرة "لتحويل الانتباه عن القضايا الحقيقية" التي تواجه الناخبين، فقد اقترح تعديلا دستوريا لإبطال الحكم. وحذر قائلا "لدينا الآن وضع سياسي حيث يستطيع أصحاب المليارات شراء الانتخابات والمرشحين".
في يناير 2016، كان ساندرز واحداً من تسعة وعشرين عضواً في مجلس الشيوخ لتوقيع رسالة تزعمها رون وايدن وشيلدون وايتهاوس إلى الرئيس أوباما يحثه فيها على إصدار أمر تنفيذي نهائي يتطلب من المقاولين الفيدراليين الإفصاح عن التبرعات السياسية، وقال إن هذا الشكل من أشكال الإفصاح "خطوة متواضعة من شأنها أن تكشف عن نوع مثير للقلق بشكل خاص من الأموال السرية: مساهمات الحملة الانتخابية التي من الممكن أن تؤثر على ممارسات التعاقد الحكومية".
في أكتوبر 2016، بينما يقود حملة من أجل المرشحة الديمقراطية هيلاري كلينتون، فقد دعى ساندرز مؤيدي ترامب إلى التصويت لكلينتون بسبب وعدها باقتراح تعديل دستوري في أول 100 يوم من رئاستها لإلغاء المواطنين المتحدين ضد لجنة الانتخابات الفيدرالية وكذلك اعتزامها ترشيح قاضي محكمة عليا لشغل المنصب الشاغر للراحل أنطونين سكاليا الذي سيدعم إلغاء المواطنين المتحدين ضد لجنة الانتخابات الاتحادية: "إن قضية المواطنين المتحدون قضية عميقة تؤثر على البلد بأسره. وأقول لمؤيدي السيد ترامب: إن معظمكم يفهم أن النظام مزور لصالح الأغنياء والقوة".

### تصويت الإعادة الفورية
في عام 2007، قد أدلى ساندرز بشهادته لجنة العمليات الحكومية بمجلس الشيوخ في فيرمونت بأنه "يؤيد بشدة إجراء انتخابات الإعادة الفورية" لأنه "يسمح للناس بالتصويت لما يريدون بالفعل دون القلق بشأن إمكانية حصولهم على ما لا يريدونه حقا". وفي نهاية المطاف أقرت اللجنة والهيئة التشريعية تشريعات كانت ستسن تصويتا على الإعادة الفورية للنواب الأمريكيّون وأعضاء مجلس الشّيوخ الأمريكيّ، لكنّ استخدم حق النقض (الفيتو) ضده.

### انتقاد وسائل الإعلام
في مقال مبكر، زعم ساندرز أن أصحاب الشركات في صناعة التلفزيون يسعون إلى تفنيب التفكير الانتقادي بين مشاهديها. وفي وقت لاحق أعرب عن تذمر تركيز وسائل الإعلام على الإبلاغ عن الكوارث، بينما تجاهل محنة الطبقة العاملة. وبالتالي، فقد كان رائداً في الدعوة إلى إصلاح وسائل الإعلام، وعارض زيادة تركيز ملكية وسائل الإعلام، فضلاً عن كونه مؤلفًا مساهمًا في OpEdNews. وقد ظهر في أورويل رولز في قبره وألفته: حرب روبرت مردوخ على الصحافة، وهما فيلمتان وثائقيتان عن الموضوع.
وأثناء بعض حملاته الانتخابية للمناصب، شعر ساندرز بالتجاهل من قِبَل وسائل الإعلام، فيزعم أن وسائل الإعلام فقط إذا غطت ما يتعين عليه أن يقول، فإن الناخبين سوف يتقبلونه. وقد اقترح النقاد أن حل ساندرز لمشاغله سيكون تغطية كاملة وحرفية لتصريحاته.
خصوصية الإنترنت
في أبريل 2017، بعد توقيع الرئيس ترامب على قانون يقضي بإلغاء قاعدة لجنة الاتصالات الفيدرالية التي تطالب موفري خدمة الإنترنت بالحصول على إذن من العملاء قبل بيع بياناتهم للمعلنين، كانت ساندرز واحدة من أحد عشر نائباً في مجلس الشيوخ لرعاية تشريع يلغي إلغاء اللوائح التنظيمية وإعادة فرضها.
صافي الحيادية
يعارض ساندرز إلغاء الحياد الصافي في الولايات المتحدة، كما صوّت عليه مفوّضون من لجنة الاتصالات الفيدرالية في تصويت أجري على 3 أصوات في 14 ديسمبر 2017، وجاء في بيان أدلى به حول هذه المسألة من موقع مجلس الشيوخ الأميركي على الإنترنت في اليوم نفسه الذي أجري فيه التصويت ما يلي: "إن تصويت لجنة الاتّصالات الفدراليّة لإنهاء الحياد الصافي هو هجوم فظيع على ديمقراطيتنا. مع هذا القرار الإنترنت وتبادله الحر للمعلومات ونحن قد حان لمعرفة أنه سوف يتوقف عن الوجود … وفي الوقت الذي تتعرض فيه مؤسساتنا الديمقراطية للخطر بالفعل، علينا أن نبذل كل ما في وسعنا لمنع هذا القرار من أن يصبح نافذا".
في مايو 2014، قبل أيام من الموعد المقرر لإعادة كتابة قواعد حيادها الصافي، وكان ساندرز أحد عشر عضو بمجلس الشيوخ لتوقيع خطاب إلى رئيس لجنة الاتّصالات الفدراليّة توم ويلر يتهم اقتراح ويلر بتدمير حياد الصّافي بدلاً من الحفاظ عليه وحث لجنة الاتّصالات الفدراليّة على "النظر في إعادة تصنيف موفّري الإنترنت لجعلهم مثل شركات التّليفون التّقليديّة, التي تكون الوكالة واضحة بشأنها
"(ب) سلطة التنظيم على نطاق أوسع".
في مارس 2018، كان ساندرز من بين عشرة أعضاء في مجلس الشيوخ للتوقيع على رسالة تزعمها جيف ميركلي، والتي تنبأ باقتراح من رئيس لجنة الاتصالات الفيدرالية أجيت باي من شأنه أن يحد من نطاق الفوائد المترتبة على برنامج شريان الحياة، التي أتاحت الوصول إلى الإنترنت فائق السرعة لحوالي 6.5 مليون شخص في المجتمعات الفقيرة، مشيرة إلى أن "التزام باي تجاه الجمهور الأمريكي، بوصفه رئيس لجنة الاتصالات الفيدرالية، بتحسين برنامج شريان الحياة وضمان قدرة المزيد من الأمريكيين على الوصول إليه، و لديها وسائل الوصول إلى النطاق العريض و خدمة الهاتف".
في مايو 2018، صوّت ساندرز لصالح مشروع قانون يعيد قواعد الحياد الصافي، وبالتالي يلغي إلغاء لجنة الاتصالات الفيدرالية عبر قانون يخوّل الكونجرس إلغاء الإجراءات التنظيمية بأغلبية بسيطة.

### خصوصية الإنترنت
في عام 2017، بعد توقيع الرئيس ترامب على قانون يلغي أمر هيئة الاتصالات الفيدرالية الأمريكية الذي يُطلب فيه من مزودات خدمة الإنترنت الحصول على الإذن المسبق من الزبون قبل بيع بياناته للمُعلنين، كان ساندرز واحدًا من 11 عضوًا في مجلس الشيوخ أيدوا إبطال سن قانون الإلغاء وإعادة القوانين إلى وضعها السابق.

### حيادية الإنترنت
يعارض ساندرز إلغاء مبدأ حيادية الإنترنت في الولايات المتحدة، وذلك وفقًا لتصويت مفوضي هيئة الاتصالات الفيدرالية بنتيجة 3-2 في 14 ديسمبر عام 2017 –وكان تصريحه بخصوص القضية من خلال موقع مجلس الشيوخ للولايات المتحدة في يوم التصويت نفسه كما يلي: «إن تصويت هيئة الاتصالات الفيدرالية بإنهاء حيادية الإنترنت هو هجوم شنيع على ديمقراطيتنا. بسن هذا القرار سوف ينتهي الإنترنت وتبادل المعلومات المجاني مثلما نعرفه من الوجود... في وقت نرى فيه مؤسساتنا الديمقراطية مسبقًا في خطر، يجب أن نفعل كل ما بوسعنا لإيقاف تنفيذ هذا القرار».
في مايو عام 2014، قبل أيام من الموعد المقرر لهيئة الاتصالات الفيدرالية لكتابة قوانين حيادية الإنترنت، كان ساندرز واحدًا من إحدى عشر سيناتورًا يوقعون على خطاب إلى رئيس هيئة الاتصالات الفيدرالية توم ويلر يتهمون ويلر فيه بتخريب حيادية الإنترنت بدلًا من الحفاظ عليها، و حثوا فيه هيئة الاتصالات الفيدرالية على «إعادة تصنيف مزودات الإنترنت وجعلها بمثابة شركات هاتف تقليدية، تمتلك الوكالة تفويضًا واضحًا لتنظيمها على نحو أوسع».
في مارس عام 2018، كان ساندرز واحدًا من عشر سيناتورات وقعوا على خطاب ترأسه جيف ميركلي انتقدوا من خلاله اقتراحًا من رئيس هيئة الاتصالات الفيدرالية أجيت باي يحدّ من نطاق فوائد برنامج لايف لاين، الذي وفر وصولًا إلى شبكة إنترنت عالية السرعة لما يقارب نحو 6.5 مليون شخص من المجتمعات الفقيرة، مشيرًا إلى أنه «كان من واجب باي تجاه الشعب الأمريكي، بوصفه رئيسًا لهيئة الاتصالات الفيدرالية، أن يحسّن برنامج لايف لاين ويضمن أن يمتلك المزيد من الأمريكيين القدرة على تحمل تكاليف الوصول، والوسائل للوصول، إلى خدمة هاتفية ومجال شبكة عريض النطاق».
في مايو عام 2018، صوّت ساندرز لمشروع قانون من أجل إعادة كتابة قوانين حيادية الإنترنت وعلى ذلك إبطال قانون الإلغاء لهيئة الاتصالات الفيدرالية، من خلال قانون شرعه الكونغرس يفرض إلغاء الإجراءات التنظيمية وفقًا لأغلبية تصويت بسيطة.

## السياسة الخارجية

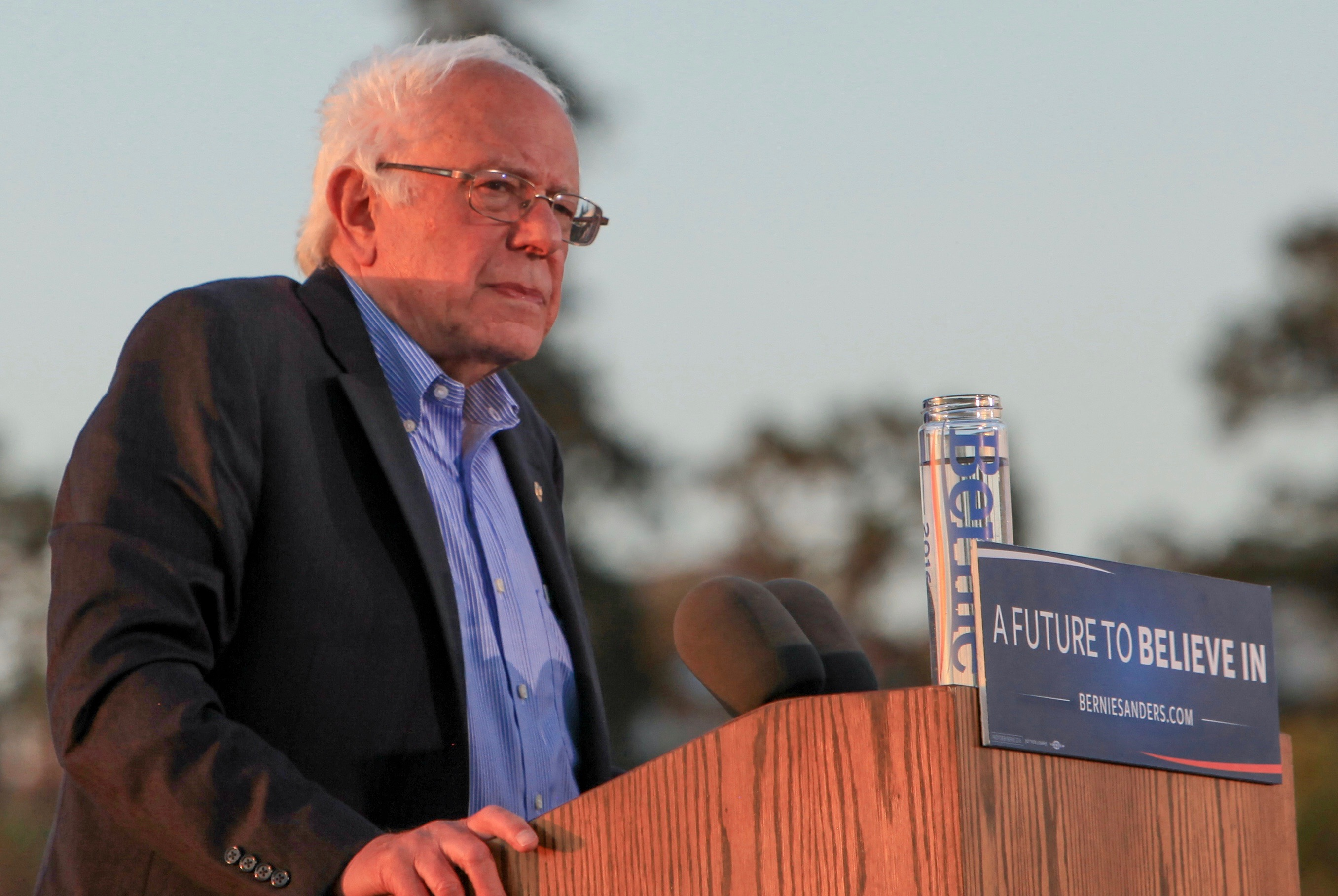
بيرني ساندرز في تجمع في مايو 2016 في فاليهو، كاليفورنيا.

### أفغانستان
وقد صوت ساندرز لصالح التصريح باستخدام القوّة العسكريّة في عام 2001 ضدّ الإرهابيّين الذي تم الاستشهاد به كمبرر قانونيّ للأعمال العسكريّة المثيرة للجدل منذ هجمات 11 سبتمبر. وفي فبراير 2011، سافر ساندرز إلى أفغانستان وباكستان مع زملائه من أعضاء مجلس الشيوخ بوب كوركر، وكريس كوونز، وجو مانتشين، الذين انتقوا فيما بعد أن أفغانستان كانت "واحدة من أكثر البلدان تخلفًا في العالم بأسره" نظراً للفقر الهائل الذي تعاني منه البلاد، والافتقار إلى المعرفة بالقراءة والكتابة، والفساد. وأعرب عن اعتقاده بأن الولايات المتحدة يمكنها أن تتحمل خفض تمويلها للقوات المسلحة الأمريكية وأفغانستان وشرطة أفغانستان والتنمية الاقتصادية لأفغانستان.
في عام 2019، وكان ساندرز أحد ثمانية مشرعين للتوقيع على تعهد من قبل منظمة الدفاع المشتركة الشعبية بأن تعلن عن نيتها "الكفاح من أجل استعادة السلطة الدستورية للكونجرس للقيام بالإشراف على السياسة الخارجية الأمريكية والمناقشة المستقلة حول ما إذا كان يجب التصريح بكل استخدام جديد للقوة العسكرية" مع العمل من أجل تحقيق "ال حرب للأبد إلى خاتمة مسؤولة ومنفعية" بعد سبعة عشر عاما من الصراع العسكري الأميركي المستمر.
وفي يونيو 2019، أخبر صحيفة نيويورك تايمز أنه "بحلول نهاية فترة ولايتي الأولى، أعتقد أن قواتنا ستكون في المنزل". وفي سبتمبر، أشار متحدث باسم الحملة إلى صحيفة واشنطن بوست أن هذا لم يستبعد ترك قوات متبقية.

### البلقان
وأيد ساندرز قصف حلف شمال الأطلسي ليوغوسلافيا في عام 1999، زاعماً أنه على الرغم من أن جوانب من الضغط العسكري الذي قامت به إدارة كلينتون لحل التوترات العرقية في كوسوفو لم تكن دستورية، إلا أنه رأى أن من الضروري منع الإبادة الجماعية في المنطقة. وفيما يتعلق بمستوى النفوذ الذي يحتاج إليه الكونغرس في عملية الموافقة، أعرب عن تفضيله لتوصية الإدارة بعدم خضوع القصف لقرار سلطات الحرب لعام 1973، وعارض إعلان الحرب الرسمي الذي اقترحته الولايات المتحدة آنذاك النائب توم كامبل.
وفيما يتصل بأزمة ديون الحكومة اليونانية، عارض ساندرز تدابير التقشف المالي، ودعا البنك المركزي الأوروبي، والمفوضية الأوروبية، وصندوق النقد الدولي إلى السماح لسياسات التحفيز الاقتصادي "الداعمة للنمو". في نوفمبر 2018، كرر ساندرز ووزير المالية اليوناني السابق يانيس فاروفاكيس معارضتهما للتقشف قبل إطلاق الحركة التقدمية المؤيدة للكينزية في حدث في روما.

### أمريكا الوسطى
في أبريل 2019، كان ساندرز أحد أربعة وثلاثين عضواً في مجلس الشيوخ للتوقيع على رسالة إلى الرئيس ترامب يشجعه فيها على "الاستماع إلى أعضاء إدارتك وعكس القرار الذي سيلحق الضرر بأمننا القومي وتفاقم الأوضاع داخل أمريكا الوسطى"، التأكيد على أن ترامب "عبر باستمرار عن فهم خاطئ للمساعدة الخارجية الأمريكية" منذ أن أصبح رئيسا وأنه "يقوض شخصيا الجهود الرامية إلى تعزيز الأمن القومي الأمريكي والازدهار الاقتصادي" من خلال منع استخدام تمويل الأمن القومي للعام المالي 2018. وقال أعضاء مجلس الشّيوخ أن المساعدة الأجنبيّة لدول أمريكا الوسطى خلقت هجرة أقلّ إلى الولايات المتّحدة، مستشهدين بالمساعدة التي قدمها التمويل لتحسين الأوضاع في تلك البلاد.

### كوبا
في وقت مبكر من حياته المهنية، أشاد ساندرز بالحكومة الكوبية لإصلاحاتها، بما في ذلك انتشار التعليم والرعاية الصحية في كوبا. في 14 أبريل 2015، وبعد أن أعلن البيت الأبيض أن الرئيس أوباما كان ينوي إزالة كوبا من قائمة الولايات المتحدة للدول الراعية للإرهاب، أصدر ساندرز بياناً قال فيه: "على الرغم من اختلافاتنا القوية مع كوبا، فإنها ليست دولة إرهابية. وأنا أحيي الرئيس أوباما على تحركه بقوة لتطوير العلاقات الدبلوماسية الطبيعية. إن خمسين عاماً من الحرب الباردة تكفي. لقد حان الوقت لكي تتحول كوبا والولايات المتحدة إلى صفحة جديدة وتتطبيع العلاقات".

### الصين
في الأول من مايو 2019، غرد ساندرز: وقال منذ الاتفاق التجارى الصيني الذى صوتت ضده، خسرت أمريكا أكثر من 3 ملايين فرصة عمل. من الخطأ التظاهر بأن الصين ليست واحدة من منافسينا الاقتصاديين الرئيسيين.
وفي السابع والعشرين من أغسطس 2019، قال ساندرز لصحيفة ذا هيل: "الصين بلد يتحرك لسوء الحظ بطريقة أكثر إستبدادية في عدد من الاتجاهات. ما يجب أن نقوله عن الصين بإنصاف للصين وقيادتها هو — إن لم أكن مخطئا — لقد أحرزوا تقدما في معالجة الفقر المدقع أكثر من أي بلد في تاريخ الحضارة. لذا فقد فعلوا الكثير من الأشياء لشعبهم.
في السادس من ديسمبر 2019، تحدث ساندرز عن معسكرات إعادة التعليم في شينغيانغ، فقال في حديث لمجلة ديمواينز: وقال ما يتعين علينا فعله مع الصين هو فهم انهم قوة عظمى، وانهم اقتصاد قوى. نريد أن نعمل معهم. لا نريد بالتأكيد حربا باردة. ولكن ينبغي لنا أن نعلن معارضتنا لانتهاكات حقوق الإنسان. عندما تضع في معسكرات الاعتقال، كما تعلمون، أو على الأقل تحبس، لا أعرف، مليون مسلم هناك، شخص ما يجب أن يتحدث عن ذلك.

### إيران
يؤيد ساندرز الاتفاق مع إيران الذي توصل إليه الرئيس أوباما ووزير الخارجية جون كيري. وفي حين وصفه بأنه أقل من إتفاق كامل، فإنه يعتقد أن الولايات المتحدة تحتاج إلى التفاوض مع إيران بدلا من الدخول في حرب أخرى في الشرق الأوسط.
خلال المناظرة الديمقراطية التي جرت في تشارلستون بكارولينا الجنوبية في 17 يناير 2016، انتقد ساندرز إيران بالقول "إن دعمهم للإرهاب، الخطاب المناهض لأمريكا والذي نسمعه من قياداتهم هو أمر غير مقبول" وأقر الرأي القائل بأنه يجب على الولايات المتحدة أن تطبق نفس السياسة التي اتبعتها تجاه تطبيع العلاقات مع كوبا مع إيران من خلال "تحرك في العلاقات الدافئة مع دولة قوية ومهمة جدا في هذا العالم".
في عام 2017، تبنى الكونجرس مشروع قانون يهدف إلى فرض عقوبات قانون مكافحة أعداء أمريكا على روسيا، بسبب تدخلها المزعوم في انتخابات 2016، وعلى إيران. وأعلن ساندرز أنه يؤيد العقوبات المفروضة على روسيا، ولكنه صوت ضد مشروع القانون بسبب الأحكام المتعلقة بإيران. وقال:
لقد صوتت لصالح فرض العقوبات على إيران في الماضي، وأعتقد أن العقوبات كانت أداة مهمة لجلب إيران إلى طاولة المفاوضات. ولكنني أعتقد أن هذه العقوبات الجديدة قد تعرض الاتفاق النووي البالغ الأهمية الذي تم التوقيع عليه بين الولايات المتحدة وشركائها وإيران في عام 2015 للخطر. وهذا لا يستحق المجازفة. ...
وفي أكتوبر 2017، قال ساندرز إن "أسوأ شيء ممكن" تستطيع الولايات المتحدة القيام به هو تقويض الاتفاق النووي الإيراني إذا كانت "مهتمة حقا بسلوك إيران في المنطقة"، وأن تعليقات الرئيس ضد الاتفاق عزلت الولايات المتحدة عن حلفائها الأجانب الذين أبقوا على التزامهم بالاتفاق.

### العراق
عارض ساندرز بشدة غزو العراق في عام 2003 وصوت ضد قرار عام 2002 الذي يجيز استخدام القوة ضد هذا البلد. في خطابه عام 2002، قال: «أنا أعارض توقيع صك على بياض للرئيس لشن غزو أحادي واحتلال العراق» و«سأصوت ضد هذا القرار. أولًا، لم أسمع بأي تقديرات عن عدد الشباب والنساء الأمريكيين الذين من المحتمل أن يموتوا في هكذا حرب أو كم من عشرات آلاف النساء والأطفال من المحتمل أن يُقتلوا أيضًا في العراق.
وباعتبارنا أمّة راعية، يجب علينا فعل كل ما بوسعنا لمنع هذه المعاناة المروعة التي من الممكن أن تسببها الحرب. يجب أن تكون الحرب آخر ملاذٍ في العلاقات الدولية، وليس أولها. ثانيًا، أنا قلق للغاية إزاء السابقة القانونية التي من الممكن أن يسببها الغزو الأحادي للعراق وفقًا للقانون الدولي ودور الأمم المتحدة في ذلك».

### الدولة الإسلامية في العراق والشام
وصف ساندرز الدولة الإسلامية في العراق والشام (داعش) بأنها «تنظيم همجي» و«تهديد متزايد»، لكنه لا يعتقد أن الولايات المتحدة يجب أن تقود الحرب ضدها. يعتقد ساندرز أن «الولايات المتحدة يجب أن تكون داعمة، إلى جانب دول أخرى، لكننا لا نستطيع ولا يجب أن نكون جزءًا من حرب دائمة في الشرق الأوسط ويجب على الدول الإسلامية أن تقود هذه الجهود المبذولة».
في 15 نوفمبر، 2015، ردًا على هجمات داعش في باريس، حذر ساندرز من الإسلاموفوبيا قائلًا: «خلال هذه الأوقات العصيبة علينا كأمريكيين، لن نستسلم للعنصرية. لن نسمح لأنفسنا أن ننقسم ونستسلم للإسلاموفوبيا. وفي الحين الذي خسر فيه المئات كل شيء، ولم يتبق لديهم شيء سوى قمصانهم التي يلبسونها، فلن ندير ظهورنا للاجئين!».
انتقد ساندرز السعودية، والكويت، وقطر والإمارات العربية المتحدة، قائلًا إن «هذه الدول التي تمتلك ثروات وموارد ضخمة -شاركت على نحو قليل جدًا في الحرب ضد داعش». قال ساندرز إن السعودية ركزت على تمرد الحوثيين في اليمن، بدلًا من تركيزها على قتال داعش، وكانت الكويت مصدرًا معروفًا لتمويل داعش، وتنفق قطر 200 مليار دولار على كأس العالم في عام 2022، ولكنها تنفق القليل على الحرب ضد داعش». «لم يعد ممكنًا للدول الإسلامية القوية والغنية في المنطقة أن تجلس على الحياد متوقعة من الولايات المتحدة أن تقوم بعملها بدلًا عنها».
في أبريل عام 2018، قال ساندرز في تصريح له أن الرئيس ترامب «لا يمتلك سلطة قانونية لتوسيع الحرب في سوريا» ودعا ترامب إلى الاجتماع مع الكونغرس إذا كان يعتقد أن «توسيع الحرب في سوريا سيسبب استقرار المنطقة ويحمي مصالح أمريكا».

### الصراع الإسرائيلي الفلسطيني
يدعم ساندرز حل إقامة الدولتين، قائلًا إن «الشعب الفلسطيني، برأيي، يستحق دولة خاصة به، ويستحق اقتصادًا خاصًا به، ويستحق الدعم الاقتصادي من الشعب في هذه البلاد. وتحتاج إسرائيل أن تكون قادرة على العيش بأمان بدون التعرض لهجمات إرهابية». قال ساندرز أن إسرائيل تمتلك الحق بالعيش بأمان وسلام.
في عام 2008، كان ساندرز راعيًا مشاركًا في قرار مجلس الشيوخ، «معترفًا بالذكرى الستين لتأسيس دولة إسرائيل الحديثة، مؤكدًا من جديد على علاقات الصداقة القوية والتعاون بين الولايات المتحدة وإسرائيل». أكد القرار مجددًا على حق إسرائيل بالدفاع عن نفسها ضد الإرهاب. وهنأ أيضًا إسرائيل على بناء دولة قوية وتمنى لهم مستقبلًا إسرائيليًا ناجحًا.
وفقًا لصفحة ساندرز في موقع مجلس الشيوخ على الإنترنت، أشار ديفيد بالومبو-ليو عن طريق الخطأ في موقع صالون أن السيناتور ساندرز صوت لقرار يدعم الحرب على غزة عام 2014 والذي كان قد أُقر بدون تصويت. ورد في جزء من تصريح نُشر على موقع مجلس الشيوخ: «يعتقد ساندرز أن هجمات إسرائيل التي قتلت المئات من الأبرياء -من ضمنهم نساء وأطفال- في تفجيرات أحياء المدنيين ومدارس تابعة للأمم المتحدة، ومشافي، ومخيمات لاجئين كانت غير لائقة وقتل المدنيين واسع النطاق غير مقبول إطلاقًا.
تسببت أفعال إسرائيل بخسائر بشرية كبيرة، ويبدو أنها عززت دعم حماس وربما ستنشر مزيدًا من بذور الحقد، والحرب والدمار للسنوات المقبلة».
كتب زيد جيلاني من صحيفة ذا إنترسيبت أن ساندرز «برز بشكل مناقض لتصريحات مرشحي الأحزاب الأربعة الكبرى الأخرى» في الانتخابات الرئاسية لعام 2016، منتقدًا سياسة إسرائيل في توسيع الاستيطان بعد وقوع أحداث عنف ودافع عن حق تقرير المصير، والحقوق المدنية والرفاهية الاقتصادية للفلسطينيين. بعد رفض أيباك (لجنة الشؤون العامة الأمريكية الإسرائيلية) قبول حضور ساندرز عن بعد في مناقشات عام 2016، وضح سفير الولايات المتحدة السابق مارك جينسبرغ الحدث قائلًا إن بيرني ساندرز «لا يمجّد يهوديته أبدًا، ناهيك عن أي دعم لإسرائيل». انتُقِد ساندرز بسبب توظيفه لمؤسسة مجموعة إف نات ناو سيمون زيمرمان منسقةً للتوعية اليهودية، وكانت قد طُردت من الحملة بعد منشوراتها النقدية عن رئيس الوزراء الإسرائيلي والنزاع الظاهر على وسائل التواصل الاجتماعي.
عندما أجريت معه مقابلة في أبريل عام 2016 من قبل قناة نيويورك ديلي نيوز، قال ساندرز إن إسرائيل قتلت نحو 10 آلاف من المدنيين الأبرياء في غزة، وهو ارتفاع كبير لا حاجة له في عدد القتلى. طلبت رابطة مكافحة التشهير من ساندرز لاحقًا سحب التصريحات التي أدلى بها بما يتعلق بالخسائر، إذ قالت الرابطة أنه بالغ فيها بعدد القتلى الناجم عن النزاع بين إسرائيل وغزة لعام 2014، مشيرةً إلى العدد الذي تجاوز بكثير تقديرات المصادر الإسرائيلية أو الفلسطينية. وضح ساندرز لاحقًا أنه جرى تصحيحه بعدد الخسائر المتمثل بعدد القتلى الذي كان يقارب ألفي مدني.
في نوفمبر عام 2017، كان ساندرز واحدًا من عشر سيناتورات ديمقراطيين يوقعون خطابًا يحثون فيه رئيس الوزراء الإسرائيلي بنيامين نتنياهو على وقف عمليات الهدم المخطط لها لقرى خان الأحمر وسوسيا الفلسطينية على خلفية أن أفعال مثل هذه من شأنها أن تقلل من الجهود المبذولة للسعي لتنفيذ حل إقامة الدولتين و«تهديد مستقبل إسرائيل كدولة ديمقراطية يهودية». في ديسمبر عام 2017، عارض ساندرز قرار الرئيس ترامب بالاعتراف بالقدس عاصمة لإسرائيل.
في أبريل عام 2018، بعد وقت قصير من بدء الاحتجاجات على حدود غزة لعام 2018، صرح ساندرز، «ما فهمته هو أن لديك عشرات وعشرات آلاف الأشخاص المشاركين في احتجاجات لاعنفية. أعتقد أن 15 أو 20 فلسطيني قد قتلوا الآن والعديد الآخرين قد جُرحوا. لذا أظن أنه وضع صعب، لكن تقديري هو أن إسرائيل قد بالغت في رد فعلها على ذلك». وأكد أن غزة ما تزال «كارثة إنسانية» وطلب من الولايات المتحدة أن تلعب «دورًا أكثر إيجابية في إنهاء حصار غزة ومساعدة الفلسطينيين والإسرائيليين في بناء مستقبل مناسب للجميع».